# Bombardeo de Constantinopla
El bombardeo de Constantinopla de 1616 fue una operación naval española dirigida por el almirante italoespañol Octavio de Aragón en otoño del mismo año. El ataque fue llevado a cabo con objetivo propagandístico pues no se buscaba ni capturar la ciudad ni saquear recursos.
Este ataque se dio durante las guerras habsburgo-otomanas poco después de la batalla naval del cabo Celidonia, la cual enfrentó a la marina española contra la marina otomana, esta última sufriendo considerables bajas debido a los superiores galeones europeos y la exitosa estrategia del capitán de navío toledano Francisco de Ribera. Ambas operaciones militares fueron efectuadas bajo la dirección del virrey de Sicilia, Pedro Téllez-Girón y Velasco, Duque de Osuna, en el marco del reinado de Felipe III de España, quien inició otros ataques en territorio otomano durante el periodo de rivalidad entre ambos imperios. 

## Trasfondo
Después del éxito de Celidonia en julio de 1616 y de la victoria sobre el renegado musulmán Arzán en agosto, Osuna dispuso que su lugarteniente Octavio de Aragón saliera de campaña para volver a corsear por las costas de Turquía. Lo hizo el 12 de octubre, no con la armada privada de galeones usada en Celidonia, sino con nueve galeras pertenecientes a la flota oficial, tripuladas por sus habituales y experimentados marineros y marines y por el capitán Diego Duque de Estrada, que relataría los sucesos en su autobiografía.

## Batalla
Aragón disfrazó sus embarcaciones y tripulaciones como si fueran turcas, y utilizó esta guisa para internarse en el Egeo sin levantar sospechas. Por estas fechas, los restos de la flota otomana destrozada en Celidonia volvían a sus bases en los Dardanelos, y es posible que la flotilla de Aragón fuera confundida con parte de estas fuerzas. De este modo pasaron por Candía, Corone, Modon y Negroponte, saliendo del Dodecaneso hasta alcanzar el mar de Mármara, ante la propia Constantinopla, capital del imperio otomano.
Una vez ante los muros de la ciudad, los españoles dejaron caer el disfraz y comenzaron a cañonear la ciudad, según Duque de Estrada "con mucho desenfado" ante lo fácil que había resultado. Poco después, Aragón recibió aviso de que los sorprendidos otomanos habían movilizado 60 galeras (quizá no tantas, dado el estado de la marina turca en aquel punto de la carrera de Osuna) para bloquear la salida de los Dardanelos y cortarles la retirada. Tras consultarlo en consejo, los españoles esperaron a que cayera la noche, y en cuanto estuvieron al amparo de la oscuridad, embistieron una de las dos alas de galeras que constituían el bloqueo, causando tal confusión al atravesarlas que muchas naves turcas no atinaron a atacarles al no distinguir dónde estaban.
Ya libres, y con el viento a popa, Aragón mandó que la flotilla apagase los fanales y escaparan mientras su nave capitana despistaba a los perseguidores, dando un rodeo con la luz encendida durante ocho horas antes de apagarla a su vez y escapar al putno de encuentro. La jugada salió de manera que los turcos pusieron rumbo hacia Candía cuando la flota española en realidad había partido en dirección a Alejandría. Aprovechando su presencia allí, Aragón saqueó la costa de Egipto, y al toparse con diez caramuzales pesados provenientes de Turquía, los atacó sin dejarles aprovechar su superioridad, capturándolos a todos. En sus bodegas se halló mercancía por valor de millón y medio de ducados.
El sultán Ahmed I llegó a tal indignación por esta sucesión de hechos que hizo encarcelar a varios religiosos cristianos de Estanbul acusándoles de espionaje. Aragón decidió regresar con las presas a Nápoles, prefiriendo conocimiento a Osuna de todo lo sucedido para mayor seguridad diplomática.

## Posterioridad
El bombardeo no produjo grandes daños, pero su resonancia política y estrategia política fue enorme: las flotas del Duque de Osuna no sólo se atrevían a todo, sino que además eran capaces de coronar sus obras. Al conflicto entre el virreinato de Nápoles y el imperio otomano se uniría en 1617 la república de Venecia, que estorbaba el tráfico español y se mostraba aliada de turcos, franceses y holandeses. El Duque de Osuna intercambió mensajes con los turcos para probar a encizañarles contra Venecia, con éxito temporal, y mandó además planes a la corte proponiendo conquistar la república directamente. Osuna asestaría golpes contra ambos contendientes los siguientes años.
En 1617, Aragón y Ribera ahuyentaron con sus flotillas a la armada veneciana de Justo Belegno, y Pedro Pimentel con tres galeras venció y mató a Mahomed Arzán, hijo del anterior renegado y antiguo cautivo de España, al que el nuevo sultán Osmán II había enviado a saquear Calabria con seis galeras. El sucesor de Belegno, Giacomo Zane, sufrió el mismo destino que aquel, tras lo que Pedro de Gamboa capturó una flota mercante otomana con ganancia de otro millón y medio de ducados. En respuesta, la Serenísima y los otomanos acordaron atacar Nápoles con una armada de 48 galeras turcas, semejante a la de Celidonia, pero un temporal la disgregó por el camino. Osuna hizo también capturar en alta mar al rico bajá de Chipre. En noviembre de 1617 tuvo lugar la batalla naval de Ragusa, en la que Ribera derrotó a la armada veneciana.